# Lijst van Italiaanse ministers van Transport
| Minister van Transport                   | Minister van Transport                   | Minister van Transport                   | Ambtstermijn           | Ambtstermijn      | Partij(en)    | Premier(s)                       | Kabinet(en)   |
| ---------------------------------------- | ---------------------------------------- | ---------------------------------------- | ---------------------- | ----------------- | ------------- | -------------------------------- | ------------- |
|                                          | Bernardo Mattarella                      | Bernardo Mattarella (1905–1971)          | 17 augustus 1953       | 5 juli 1955       | DC            | Giuseppe Pella (1953–1954)       | Pella         |
| Amintore Fanfani (1954)                  | Bernardo Mattarella                      | Bernardo Mattarella (1905–1971)          | 17 augustus 1953       | 5 juli 1955       | DC            | Fanfani I                        |               |
| Mario Scelba (1954–1955)                 | Bernardo Mattarella                      | Bernardo Mattarella (1905–1971)          | 17 augustus 1953       | 5 juli 1955       | DC            | Scelba                           |               |
|                                          | Armando Angelini                         | Armando Angelini (1891–1968)             | 5 juli 1955            | 25 maart 1960     | DC            | Antonio Segni (1955–1957)        | Segni I       |
| Adone Zoli (1957–1958)                   | Armando Angelini                         | Armando Angelini (1891–1968)             | 5 juli 1955            | 25 maart 1960     | DC            | Zoli                             |               |
| Amintore Fanfani (1958–1959)             | Armando Angelini                         | Armando Angelini (1891–1968)             | 5 juli 1955            | 25 maart 1960     | DC            | Fanfani II                       |               |
| Antonio Segni (1959–1960)                | Armando Angelini                         | Armando Angelini (1891–1968)             | 5 juli 1955            | 25 maart 1960     | DC            | Segni II                         |               |
|                                          | Fiorentino Sullo                         | Fiorentino Sullo (1921–2000)             | 25 maart 1960          | 12 april 1960     | DC            | Fernando Tambroni (1960)         | Tambroni      |
|                                          | Mario Ferrari Aggradi                    | Mario Ferrari Aggradi (1916–1997)        | 12 april 1960          | 26 juli 1960      | DC            | Fernando Tambroni (1960)         | Tambroni      |
|                                          | Giuseppe Spataro                         | Giuseppe Spataro (1897–1979)             | 26 juli 1960           | 20 februari 1962  | DC            | Amintore Fanfani (1960–1963)     | Fanfani III   |
|                                          | Bernardo Mattarella                      | Bernardo Mattarella (1905–1971)          | 20 februari 1962       | 20 juni 1963      | DC            | Amintore Fanfani (1960–1963)     | Fanfani IV    |
|                                          | Guido Corbellini                         | Guido Corbellini (1890–1976)             | 20 juni 1963           | 5 december 1963   | DC            | Giovanni Leone (1963)            | Leone I       |
|                                          | Angelo Raffaele Jervolino                | Angelo Raffaele Jervolino (1890–1985)    | 5 december 1963        | 24 februari 1966  | DC            | Aldo Moro (1963–1968)            | Moro I        |
| Moro II                                  | Angelo Raffaele Jervolino                | Angelo Raffaele Jervolino (1890–1985)    | 5 december 1963        | 24 februari 1966  | DC            | Aldo Moro (1963–1968)            |               |
|                                          | Oscar Luigi Scalfaro                     | Oscar Luigi Scalfaro (1918–2012)         | 24 februari 1966       | 12 december 1968  | DC            | Aldo Moro (1963–1968)            | Moro III      |
| Giovanni Leone (1968)                    | Oscar Luigi Scalfaro                     | Oscar Luigi Scalfaro (1918–2012)         | 24 februari 1966       | 12 december 1968  | DC            | Leone II                         |               |
|                                          | Luigi Mariotti                           | Luigi Mariotti (1912–2004)               | 12 december 1968       | 6 augustus 1969   | DC            | Mariano Rumor (1968–1970)        | Rumor I       |
|                                          | Remo Gaspari                             | Remo Gaspari (1921–2011)                 | 6 augustus 1969        | 27 maart 1970     | DC            | Mariano Rumor (1968–1970)        | Rumor II      |
|                                          | Italo Viglianesi                         | Italo Viglianesi (1916–1995)             | 27 maart 1970          | 18 februari 1972  | PSI           | Mariano Rumor (1968–1970)        | Rumor III     |
| Emilio Colombo (1970–1972)               | Italo Viglianesi                         | Italo Viglianesi (1916–1995)             | 27 maart 1970          | 18 februari 1972  | PSI           | Colombo                          |               |
|                                          | Oscar Luigi Scalfaro                     | Oscar Luigi Scalfaro (1918–2012)         | 18 februari 1972       | 26 juni 1972      | DC            | Giulio Andreotti (1972–1973)     | Andreotti I   |
|                                          | Aldo Bozzi                               | Aldo Bozzi (1909–1987)                   | 26 juni 1972           | 7 juli 1973       | PLI           | Giulio Andreotti (1972–1973)     | Andreotti II  |
|                                          | Luigi Preti                              | Luigi Preti (1914–2009)                  | 7 juli 1973            | 24 november 1974  | PSDI          | Mariano Rumor (1973–1974)        | Rumor IV      |
| Rumor V                                  | Luigi Preti                              | Luigi Preti (1914–2009)                  | 7 juli 1973            | 24 november 1974  | PSDI          | Mariano Rumor (1973–1974)        |               |
|                                          | Mario Martinelli                         | Mario Martinelli (1906–2001)             | 24 november 1974       | 30 juli 1976      | DC            | Aldo Moro (1974–1976)            | Moro IV       |
| Moro V                                   | Mario Martinelli                         | Mario Martinelli (1906–2001)             | 24 november 1974       | 30 juli 1976      | DC            | Aldo Moro (1974–1976)            |               |
|                                          | Attilio Ruffini                          | Attilio Ruffini (1925–2011)              | 30 juli 1976           | 18 september 1977 | DC            | Giulio Andreotti (1976–1979)     | Andreotti III |
|                                          | Vito Lattanzio                           | Vito Lattanzio (1926–2010)               | 18 september 1977      | 12 maart 1978     | DC            | Giulio Andreotti (1976–1979)     | Andreotti III |
|                                          | Vittorino Colombo                        | Vittorino Colombo (1925–1996)            | 12 maart 1978          | 20 maart 1979     | DC            | Giulio Andreotti (1976–1979)     | Andreotti IV  |
|                                          | Luigi Preti                              | Luigi Preti (1914–2009)                  | 20 maart 1979          | 4 april 1980      | PSDI          | Giulio Andreotti (1976–1979)     | Andreotti V   |
| Francesco Cossiga (1979–1980)            | Luigi Preti                              | Luigi Preti (1914–2009)                  | 20 maart 1979          | 4 april 1980      | PSDI          | Cossiga I                        |               |
| Francesco Cossiga (1979–1980)            |                                          | Rino Formica                             | Rino Formica (1927)    | 4 april 1980      | 28 juni 1981  | PSI                              | Cossiga II    |
| Arnaldo Forlani (1979–1980)              | Forlani                                  | Rino Formica                             | Rino Formica (1927)    | 4 april 1980      | 28 juni 1981  | PSI                              |               |
|                                          | Vincenzo Balzamo                         | Vincenzo Balzamo (1929–1992)             | 28 juni 1981           | 1 december 1982   | PSI           | Giovanni Spadolini (1981–1982)   | Spadolini I   |
| Spadolini II                             | Vincenzo Balzamo                         | Vincenzo Balzamo (1929–1992)             | 28 juni 1981           | 1 december 1982   | PSI           | Giovanni Spadolini (1981–1982)   |               |
|                                          | Mario Casalinuovo                        | Mario Casalinuovo (1922–2018)            | 1 december 1982        | 4 augustus 1983   | PSI           | Amintore Fanfani (1982–1983)     | Fanfani V     |
|                                          | Claudio Signorile                        | Claudio Signorile (1937)                 | 4 augustus 1983        | 18 april 1988     | PSI           | Bettino Craxi (1983–1987)        | Craxi I       |
| Craxi II                                 | Claudio Signorile                        | Claudio Signorile (1937)                 | 4 augustus 1983        | 18 april 1988     | PSI           | Bettino Craxi (1983–1987)        |               |
|                                          | Claudio Signorile                        | Giovanni Travaglini (1924–2020)          | 17 april 1987          | 28 juli 1987      | O             | Amintore Fanfani (1987)          | Fanfani VI    |
|                                          | Calogero Mannino                         | Calogero Mannino (1939)                  | 28 juli 1987           | 13 april 1988     | DC            | Giovanni Goria (1987–1988)       | Goria         |
|                                          | Giorgio Santuz                           | Giorgio Santuz (1936)                    | 13 april 1988          | 22 juli 1989      | DC            | Ciriaco De Mita (1989)           | De Mita       |
|                                          | Carlo Bernini                            | Carlo Bernini (1936–2011)                | 22 juli 1989           | 28 juni 1992      | DC            | Giulio Andreotti (1989–1992)     | Andreotti VI  |
| Andreotti VII                            | Carlo Bernini                            | Carlo Bernini (1936–2011)                | 22 juli 1989           | 28 juni 1992      | DC            | Giulio Andreotti (1989–1992)     |               |
|                                          | Giancarlo Tesini                         | Giancarlo Tesini (1929)                  | 28 juni 1992           | 28 april 1993     | DC            | Giuliano Amato (1992–1993)       | Amato I       |
|                                          | Raffaele Costa                           | Raffaele Costa (1936)                    | 28 april 1993          | 10 mei 1994       | PLI           | Carlo Azeglio Ciampi (1993–1994) | Ciampi        |
|                                          | Publio Fiori                             | Publio Fiori (1938–2024)                 | 10 mei 1994            | 17 januari 1995   | AN            | Silvio Berlusconi (1994–1995)    | Berlusconi I  |
|                                          | Giovanni Caravale                        | Giovanni Caravale (1935–1997)            | 17 januari 1995        | 17 mei 1996       | O             | Lamberto Dini (1995–1996)        | Dini          |
|                                          | Claudio Burlando                         | Claudio Burlando (1954)                  | 17 mei 1996            | 21 oktober 1998   | PDS (1996–98) | Romano Prodi (1996–1998)         | Prodi I       |
|                                          | Claudio Burlando                         | Claudio Burlando (1954)                  | 17 mei 1996            | 21 oktober 1998   | DS (1998)     | Romano Prodi (1996–1998)         | Prodi I       |
|                                          | Tiziano Treu                             | Tiziano Treu (1939)                      | 21 oktober 1998        | 22 december 1999  | RI            | Massimo D'Alema (1998–2000)      | D'Alema I     |
|                                          | Pier Luigi Bersani                       | Pier Luigi Bersani (1951)                | 22 december 1999       | 11 juni 2001      | DS            | Massimo D'Alema (1998–2000)      | D'Alema II    |
| Giuliano Amato (2000–2001)               | Pier Luigi Bersani                       | Pier Luigi Bersani (1951)                | 22 december 1999       | 11 juni 2001      | DS            | Amato II                         |               |
| Minister van Transport en Infrastructuur | Minister van Transport en Infrastructuur | Minister van Transport en Infrastructuur | Ambtstermijn           | Ambtstermijn      | Partij(en)    | Premier(s)                       | Kabinet(en)   |
|                                          | Pietro Lunardi                           | Pietro Lunardi (1939)                    | 11 juni 2001           | 17 mei 2006       | FI            | Silvio Berlusconi (2001–2006)    | Berlusconi II |
| Berlusconi III                           | Pietro Lunardi                           | Pietro Lunardi (1939)                    | 11 juni 2001           | 17 mei 2006       | FI            | Silvio Berlusconi (2001–2006)    |               |
| Minister van Transport                   | Minister van Transport                   | Minister van Transport                   | Ambtstermijn           | Ambtstermijn      | Partij(en)    | Premier(s)                       | Kabinet(en)   |
|                                          | Alessandro Bianchi                       | Alessandro Bianchi (1945)                | 17 mei 2006            | 8 mei 2008        | PdCI          | Romano Prodi (2006–2008)         | Prodi II      |
| Minister van Transport en Infrastructuur | Minister van Transport en Infrastructuur | Minister van Transport en Infrastructuur | Ambtstermijn           | Ambtstermijn      | Partij(en)    | Premier(s)                       | Kabinet(en)   |
|                                          | Altero Matteoli                          | Altero Matteoli (1940–2017)              | 8 mei 2008             | 16 november 2011  | PdL           | Silvio Berlusconi (2008–2011)    | Berlusconi IV |
|                                          | Corrado Passera                          | Corrado Passera (1954)                   | 16 november 2011       | 28 april 2013     | O             | Mario Monti (2011–2013)          | Monti         |
|                                          | Maurizio Lupi                            | Maurizio Lupi (1959)                     | 28 april 2013          | 20 maart 2015     | PdL (2013)    | Enrico Letta (2013–2014)         | Letta         |
|                                          | Maurizio Lupi                            | Maurizio Lupi (1959)                     | 28 april 2013          | 20 maart 2015     | NCD (2013–16) | Enrico Letta (2013–2014)         | Letta         |
| Matteo Renzi (2014–2016)                 | Maurizio Lupi                            | Maurizio Lupi (1959)                     | 28 april 2013          | 20 maart 2015     | Renzi         |                                  |               |
| Matteo Renzi (2014–2016)                 |                                          | Matteo Renzi                             | Matteo Renzi (1975)    | 20 maart 2015     | Renzi         | 1 april 2015                     | DP            |
| Matteo Renzi (2014–2016)                 |                                          | Graziano Delrio                          | Graziano Delrio (1960) | 1 april 2015      | Renzi         | 1 juni 2018                      | DP            |
| DP                                       | Paolo Gentiloni (2016–2018)              | Graziano Delrio                          | Graziano Delrio (1960) | 1 april 2015      | Gentiloni     | 1 juni 2018                      |               |
|                                          | Danilo Toninelli                         | Danilo Toninelli (1974)                  | 1 juni 2018            | 5 september 2019  | M5S           | Giuseppe Conte (2018–2021)       | Conte I       |
|                                          | Paola De Micheli                         | Paola De Micheli (1973)                  | 5 september 2019       | 13 februari 2021  | DP            | Giuseppe Conte (2018–2021)       | Conte II      |
|                                          | Enrico Giovannini                        | Enrico Giovannini (1957)                 | 13 februari 2021       | 22 oktober 2022   | O             | Mario Draghi (2021–2022)         | Draghi        |
|                                          | Matteo Salvini                           | Matteo Salvini (1973)                    | 22 oktober 2022        | heden             | LN            | Giorgia Meloni (sinds 2022)      | Meloni        |

## Ministers van Infrastructuur van Italië (1953–2008)
| Minister van Infrastructuur              | Minister van Infrastructuur              | Minister van Infrastructuur              | Ambtstermijn                   | Ambtstermijn     | Partij(en)      | Premier(s)                    | Kabinet(en)   |
| ---------------------------------------- | ---------------------------------------- | ---------------------------------------- | ------------------------------ | ---------------- | --------------- | ----------------------------- | ------------- |
|                                          | Umberto Merlin                           | Umberto Merlin (1885–1964)               | 17 augustus 1953               | 10 februari 1954 | DC              | Giuseppe Pella (1953–1954)    | Pella         |
| Amintore Fanfani (1954)                  | Umberto Merlin                           | Umberto Merlin (1885–1964)               | 17 augustus 1953               | 10 februari 1954 | DC              | Fanfani I                     |               |
|                                          | Giuseppe Romita                          | Giuseppe Romita (1887–1958)              | 10 februari 1954               | 20 mei 1957      | PSDI            | Mario Scelba (1954–1955)      | Scelba        |
| Antonio Segni (1955–19587)               | Giuseppe Romita                          | Giuseppe Romita (1887–1958)              | 10 februari 1954               | 20 mei 1957      | PSDI            | Segni I                       |               |
|                                          | Giuseppe Togni                           | Giuseppe Togni (1903–1981)               | 20 mei 1957                    | 25 juli 1960     | DC              | Adone Zoli (1957–1958)        | Zoli          |
| Amintore Fanfani (1958–1959)             | Giuseppe Togni                           | Giuseppe Togni (1903–1981)               | 20 mei 1957                    | 25 juli 1960     | DC              | Fanfani II                    |               |
| Antonio Segni (1959–1960)                | Giuseppe Togni                           | Giuseppe Togni (1903–1981)               | 20 mei 1957                    | 25 juli 1960     | DC              | Segni II                      |               |
| Fernando Tambroni (1960)                 | Giuseppe Togni                           | Giuseppe Togni (1903–1981)               | 20 mei 1957                    | 25 juli 1960     | DC              | Tambroni                      |               |
|                                          | Benigno Zaccagnini                       | Benigno Zaccagnini (1912–1989)           | 26 juli 1960                   | 20 februari 1962 | DC              | Amintore Fanfani (1960–1963)  | Fanfani III   |
|                                          | Fiorentino Sullo                         | Fiorentino Sullo (1921–2000)             | 20 februari 1962               | 5 december 1963  | DC              | Amintore Fanfani (1960–1963)  | Fanfani IV    |
| Giovanni Leone (1963)                    | Fiorentino Sullo                         | Fiorentino Sullo (1921–2000)             | 20 februari 1962               | 5 december 1963  | DC              | Leone I                       |               |
|                                          | Giovanni Pieraccini                      | Giovanni Pieraccini (1918–2017)          | 5 december 1963                | 22 juli 1964     | PSI             | Aldo Moro (1963–1968)         | Moro I        |
|                                          | Giacomo Mancini                          | Giacomo Mancini (1916–2002)              | 22 juli 1964                   | 24 juni 1968     | PSI             | Aldo Moro (1963–1968)         | Moro II       |
| Moro III                                 | Giacomo Mancini                          | Giacomo Mancini (1916–2002)              | 22 juli 1964                   | 24 juni 1968     | PSI             | Aldo Moro (1963–1968)         |               |
|                                          | Lorenzo Natali                           | Lorenzo Natali (1922–1989)               | 24 juni 1968                   | 12 december 1968 | DC              | Giovanni Leone (1968)         | Leone II      |
|                                          | Giacomo Mancini                          | Giacomo Mancini (1916–2002)              | 12 december 1968               | 6 augustus 1969  | PSI             | Mariano Rumor (1968–1970)     | Rumor I       |
|                                          | Lorenzo Natali                           | Lorenzo Natali (1922–1989)               | 6 augustus 1969                | 27 maart 1970    | DC              | Mariano Rumor (1968–1970)     | Rumor II      |
|                                          | Salvatore Lauricella                     | Salvatore Lauricella (1922–1996)         | 27 maart 1970                  | 18 februari 1972 | PSDI            | Mariano Rumor (1968–1970)     | Rumor III     |
| Emilio Colombo (1970–1972)               | Salvatore Lauricella                     | Salvatore Lauricella (1922–1996)         | 27 maart 1970                  | 18 februari 1972 | PSDI            | Colombo                       |               |
|                                          | Mario Ferrari Aggradi                    | Mario Ferrari Aggradi (1916–1997)        | 18 februari 1972               | 26 juni 1972     | DC              | Giulio Andreotti (1972–1973)  | Andreotti I   |
|                                          | Antonino Gullotti                        | Antonino Gullotti (1922–1989)            | 26 juni 1972                   | 7 juli 1973      | DC              | Giulio Andreotti (1972–1973)  | Andreotti II  |
|                                          | Salvatore Lauricella                     | Salvatore Lauricella (1922–1996)         | 7 juli 1973                    | 24 november 1974 | PSI             | Mariano Rumor (1973–1974)     | Rumor IV      |
| Rumor V                                  | Salvatore Lauricella                     | Salvatore Lauricella (1922–1996)         | 7 juli 1973                    | 24 november 1974 | PSI             | Mariano Rumor (1973–1974)     |               |
|                                          | Pietro Bucalossi                         | Pietro Bucalossi (1905–1992)             | 24 november 1974               | 12 februari 1976 | PRI             | Aldo Moro (1974–1976)         | Moro IV       |
|                                          | Antonino Gullotti                        | Antonino Gullotti (1922–1989)            | 12 februari 1976               | 12 maart 1978    | DC              | Aldo Moro (1974–1976)         | Moro V        |
| Giulio Andreotti (1976–1979)             | Antonino Gullotti                        | Antonino Gullotti (1922–1989)            | 12 februari 1976               | 12 maart 1978    | DC              | Andreotti III                 |               |
| Giulio Andreotti (1976–1979)             |                                          | Gaetano Stammati                         | Gaetano Stammati (1908–2002)   | 12 maart 1978    | 20 maart 1979   | DC                            | Andreotti IV  |
| Giulio Andreotti (1976–1979)             |                                          | Francesco Compagna                       | Francesco Compagna (1921–1982) | 20 maart 1979    | 4 augustus 1979 | PRI                           | Andreotti V   |
|                                          | Franco Nicolazzi                         | Franco Nicolazzi (1924–2015)             | 4 augustus 1979                | 4 april 1980     | PSDI            | Francesco Cossiga (1979–1980) | Cossiga I     |
|                                          | Francesco Compagna                       | Francesco Compagna (1921–1982)           | 4 april 1980                   | 18 oktober 1980  | PRI             | Francesco Cossiga (1979–1980) | Cossiga II    |
|                                          | Franco Nicolazzi                         | Franco Nicolazzi (1924–2015)             | 18 oktober 1980                | 17 april 1987    | PSDI            | Arnaldo Forlani (1980–1981)   | Forlani       |
| Giovanni Spadolini (1981–1982)           | Franco Nicolazzi                         | Franco Nicolazzi (1924–2015)             | 18 oktober 1980                | 17 april 1987    | PSDI            | Spadolini I                   |               |
| Giovanni Spadolini (1981–1982)           | Franco Nicolazzi                         | Franco Nicolazzi (1924–2015)             | 18 oktober 1980                | 17 april 1987    | PSDI            | Spadolini II                  |               |
| Amintore Fanfani (1982–1983)             | Franco Nicolazzi                         | Franco Nicolazzi (1924–2015)             | 18 oktober 1980                | 17 april 1987    | PSDI            | Fanfani V                     |               |
| Bettino Craxi (1983–1987)                | Franco Nicolazzi                         | Franco Nicolazzi (1924–2015)             | 18 oktober 1980                | 17 april 1987    | PSDI            | Craxi I                       |               |
| Bettino Craxi (1983–1987)                | Franco Nicolazzi                         | Franco Nicolazzi (1924–2015)             | 18 oktober 1980                | 17 april 1987    | PSDI            | Craxi II                      |               |
|                                          | Giuseppe Zamberletti                     | Giuseppe Zamberletti (1933–2019)         | 17 april 1987                  | 28 juli 1987     | DC              | Amintore Fanfani (1987)       | Fanfani VI    |
|                                          | Emilio De Rose                           | Emilio De Rose (1939–2018)               | 28 juli 1987                   | 13 april 1988    | PSDI            | Giovanni Goria (1987–1988)    | Goria         |
|                                          | Enrico Ferri                             | Enrico Ferri (1942–2020)                 | 13 april 1988                  | 22 juli 1989     | PSDI            | Ciriaco De Mita (1989)        | De Mita       |
|                                          |                                          | Giovanni Prandini (1940–2018)            | 22 juli 1989                   | 28 juni 1992     | DC              | Giulio Andreotti (1989–1992)  | Andreotti VI  |
| Andreotti VII                            |                                          | Giovanni Prandini (1940–2018)            | 22 juli 1989                   | 28 juni 1992     | DC              | Giulio Andreotti (1989–1992)  |               |
|                                          | Francesco Merloni                        | Francesco Merloni (1925)                 | 28 juni 1992                   | 10 mei 1994      | DC (1993–94)    | Giuliano Amato (1992–1993)    | Amato I       |
| Carlo Azeglio Ciampi (1993–1994)         | Francesco Merloni                        | Francesco Merloni (1925)                 | 28 juni 1992                   | 10 mei 1994      | DC (1993–94)    | Ciampi                        |               |
| Carlo Azeglio Ciampi (1993–1994)         | Francesco Merloni                        | Francesco Merloni (1925)                 | 28 juni 1992                   | 10 mei 1994      | PPI (1994)      | Ciampi                        |               |
|                                          | Roberto Maria Radice                     | Roberto Maria Radice (1938–2012)         | 10 mei 1994                    | 17 januari 1995  | FI              | Silvio Berlusconi (1994–1995) | Berlusconi I  |
|                                          | Paolo Baratta                            | Paolo Baratta (1939)                     | 17 januari 1995                | 17 mei 1996      | O               | Lamberto Dini (1995–1996)     | Dini          |
|                                          | Antonio Di Pietro                        | Antonio Di Pietro (1950)                 | 17 mei 1996                    | 20 november 1996 | O               | Romano Prodi (1996–1998)      | Prodi I       |
|                                          |                                          | Paolo Costa (1943)                       | 20 november 1996               | 21 oktober 1998  | O               | Romano Prodi (1996–1998)      | Prodi I       |
|                                          | Enrico Luigi Micheli                     | Enrico Luigi Micheli (1938–2011)         | 21 oktober 1998                | 22 december 1999 | PPI             | Massimo D'Alema (1998–2000)   | D'Alema I     |
|                                          | Willer Bordon                            | Willer Bordon (1949–2015)                | 22 december 1999               | 25 april 2000    | ID              | Massimo D'Alema (1998–2000)   | D'Alema II    |
|                                          | Nerio Nesi                               | Nerio Nesi (1925–2024)                   | 25 april 2000                  | 11 juni 2001     | PdCI            | Giuliano Amato (2000–2001)    | Amato II      |
| Minister van Transport en Infrastructuur | Minister van Transport en Infrastructuur | Minister van Transport en Infrastructuur | Ambtstermijn                   | Ambtstermijn     | Partij(en)      | Premier(s)                    | Kabinet(en)   |
|                                          | Pietro Lunardi                           | Pietro Lunardi (1939)                    | 11 juni 2001                   | 17 mei 2006      | FI              | Silvio Berlusconi (2001–2006) | Berlusconi II |
| Berlusconi III                           | Pietro Lunardi                           | Pietro Lunardi (1939)                    | 11 juni 2001                   | 17 mei 2006      | FI              | Silvio Berlusconi (2001–2006) |               |
| Minister van Infrastructuur              | Minister van Infrastructuur              | Minister van Infrastructuur              | Ambtstermijn                   | Ambtstermijn     | Partij(en)      | Premier(s)                    | Kabinet(en)   |
|                                          | Alessandro Bianchi                       | Alessandro Bianchi (1945)                | 17 mei 2006                    | 8 mei 2008       | PdCI            | Romano Prodi (2006–2008)      | Prodi II      |